# Даугавпилсский железнодорожный узел
Даугавпилсский железнодорожный узел возник за 13 лет в 1860—1873 годах в городе Даугавпилс (ранее Динабург, Двинск). Ниже приводятся названия железных дорог, участки, длина в верстах, дата открытия движения по старому стилю/новому стилю, год.
- Петербурго-Варшавская железная дорога. Участок Остров—Динабург 191 верста 8 (20) ноября 1860 года. Дорога строилась участками в 1851—1862 годах. Полностью сдана 15/27 декабря 1862 года.
- Риго-Динабургская железная дорога. Участок Рига—Динабург 204 версты 12 (24) сентября 1861 года. Строилась в 1858—1861 годах.
- Петербурго-Варшавская железная дорога Участок Динабург—Ковно/Каунас 257 верст 9 (21) мая 1862 года.
- Динабурго-Витебская железная дорога. Открывалась двумя участками 1. Динабург—Полоцк 150 верст 24 мая (6 июня) 1866 года. 2. Полоцк—Витебск 94 версты, сдан в составе всей дороги 244 версты 5/17 октября 1866 года. Строилась в 1861—1866 годах.
- Либаво-Роменская железная дорога. Участок Калкуны (Грива) — Радзивилишки (Радвилишкис) 186 верст 1 (13) ноября 1873 года. Станция Калкуны названа по находящемуся рядом имению Калкуны.

Таким образом, меньше чем за 15 лет, образовалось пять направлений в/из железнодорожного узла Динабург (Даугавпилс). Станция Калкуны находилась рядом с поселением/слободой Грива, которая в 1912 году получила городские права. С 1921 года станция Калкуны переименована по городу Грива. В 1963—1968 годах сооружен совмещенный авто-железнодорожный Свентский мост (по названию посёлка Свенте) через реку Даугава (Западная Двина) на окружной железной дороге в обход Даугавпилса.